# Dendrophilus kiteleyi
Dendrophilus kiteleyi är en skalbaggsart som beskrevs av Bousquet och Laplante 1999. Dendrophilus kiteleyi ingår i släktet Dendrophilus och familjen stumpbaggar. Inga underarter finns listade i Catalogue of Life.